# Fräkenstorp
Fräkenstorp är ett säteri i Lilla Malma socken, Flens kommun.
Fräkenstorp upptogs som nybygge på allmänningen i början av 1600-talet, skattlades som halvt mantal krono, men köptes omkring 1640 av David Stuart och lades under Sundby. Sedan Sundby blivit säteri brukades Fräkenstorp först inom dess rå och rör men fick 1672 privilegier som ladugård. På 1680-talet utarrenderades dock ladugården till en bonde mot årlig gäld om 12 tunnor säd. Fräkentorp undgick reduktionen men beslagtogs dock 1707 av kronan för skulder som uppkommit i samband med friköp av indragna gods. Mårten Lilliehöök utverkade dock att beslaget hävdes 1708. I samband med arvsskiftet efter honom erhöll sonen Carl Mauritz Lilliehöök (död 1760) Fräkentorp. Han lät uppföra ståndsmässiga byggnader och gjorde Fräkenstorp till sin sätesgård. De enda underlydande gårdarna blev Flassbro om 1 mantal och Långstjärten om 1/4 mantal. I slutet av 1700-talet kom Fräkenstorp till ätten von Celsing. Gustaf Celsing den yngre inrättade Fräkenstorp till fideikommiss för sin bror Ulric Celsing, som genom ytterligare köp förstorade egendomarna och genom en senare gjord fideikommissbestämmelse delade det i tre delar. 1922 köptes Fräkentorp av AB Svensk Jordförmedling, som styckade av godset i en mängd delar.
Corps de logiet uppfördes av timmer i en våning, och erhöll nuvarande utseende 1801, då en andra våning påbyggdes. Huvudbyggnaden är även försedd med två flyglar.